# Партия независимой социальной альтернативы
Партия независимой социальной альтернативы (исп. Partido Alternativa Independiente Social — PAIS) — правохристанская социально-консервативная партия в Панаме, основанная в 2021 году. На февраль 2022 года в партии насчитывалось 27 073 члена.

## История
Формирование мае 2017 года с целью участия во всеобщих выборах 2019 года. В июне 2018 года PAIS удалось собрать почти 38 000 подписей, необходимых для регистрации.
Однако при регистрации был обнаружен ряд нарушений. Так, панамский прокурор по выборам Эдуардо Пеньялоса утверждал, что активисты PAIS собирали подписи на демонстрации против однополых браков и некоторые протестующих полагали что участвуют в своего рода опросе, не зная, что на деле они регистрируются в политической партии, при этом, подписи собирались без присутствия представителей избирательной комиссии. Лидер партии, адвокат Хосе Альберто Альварес отклонил претензии, указав на особые интересы прокурора по выборам и что в связи с ситуацией он решил участвовать в выборах посредством соглашения с Националистическим республиканским либеральным движением (Molirena).
В конце концов, Избирательный трибунал своим постановлением от 27 октября 2018 года признал недействительными около 511 подписей, что в итоге лишило создаваемую партию возможность прямого участия в выборах 2019 года.Однако PAIS заключила предвыборный пакт с Molirena, а после того как либеральные националисты вступили в союз с революционно-демократической партией, некоторые кандидаты от PAIS были включены в альянс «Объединённая сила» для участия в предвыборной борьбе.
После выборов 2019 года формирующаяся партия возобновила сбор подписей. В октябре 2020 года, когда она собрала 39 842 подписи, Избирательный трибунал без каких-либо возражений подтвердил соблюдение минимального для регистрации количества сторонников. 13 мая 2021 года партия провела свой учредительный съезд и 16 сентября 2021 года была официально зарегистрована в качестве политической партии.

## Идеология
Партия позиционирует себя как либертарианскую, заявляя об уважении частной собственности, свободного рынка и экономической открытости. Кроме того, партия выступает за созыв учредительного собрания с целью принять новую конституцию, а с мая 2021 года вместе с панамистами, «Демократические перемены» и другими организациями стремится собрать подписи для его созыва. Партия также заявляет о борьбе с коррупцией.
Помимо прочего, партия добивается защиты семьи «в соответствии с юридическими, библейскими и христианскими заповедями» и демонстрирует своё несогласие с однополыми браками и половым воспитанием.
Партия известна своим сильным евангелическим уклоном, поскольку значительная часть её членов принадлежит к Движению реформатского действия (MAR), группе панамских евангелистских религиозных лидеров, пасторов и духовных наставников. Так, в её состав входят такие пасторы-евангелисты как Орландо Кинтеро (первый вице-президент партии), Орасио Фриман (второй секретарь) и другие. Лидер партии Хосе Альберто Альварес является родственником известного пастора Эдвина Альвареса, который возглавляет Апостольскую общину «Осанны» (англ. Comunidad Apostólica Hosanna). Лидер партии Альварес категорически отрицает, что ПАИС является евангелической партией.